# Annamprinia
De annamprinia (Prinia rocki) is een zangvogel uit de familie Cisticolidae. Het is een endemische soort in Vietnam. Deze vogel is genoemd naar zijn ontdekker, de Amerikaanse botanicus en ontdekkingsreiziger Joseph Rock.

## Verspreiding en leefgebied
De soort komt voor in het zuiden en midden van Vietnam.

## Status
De annamprinia komt niet als aparte soort voor op de lijst van het IUCN, maar is daar een ondersoort van Deignans prinia (Prinia polychroa).